# Собольки (Московская область)
Собольки — деревня в Можайском районе Московской области, в составе Сельского поселения Борисовское. Численность постоянного населения по Всероссийской переписи 2010 года — 5 человек. До 2006 года Собольки входили в состав Ямского сельского округа.
Деревня расположена в центральной части района, примерно в 4 км к юго-западу от Можайска, на левом берегу безымянного левого притока реки Мжут, высота центра над уровнем моря 209 м. Ближайшие населённые пункты — Малое Соколово на противоположном берегу реки и Большое Новосурино на востоке.